# Skylark (ракета)
Skylark (англ. жаворонок) — семейство британских геофизических ракет, запускавшихся с 1957 по 2005 годы. Большая часть стартов была осуществлена с австралийского полигона Вумера.

## История
Ракета разрабатывалась как для научных целей (изучение Земли, Солнца и глубокого космоса), так и для решения военных задач — сбора данных о верхних слоях атмосферы для программы разработки баллистической ракеты Blue Streak. Первый запуск был осуществлён в 13 февраля 1957 года, на заре космической программы Великобритании. При четвёртом запуске 13 ноября 1957 года Skylark стала первой британской ракетой, преодолевшей границу атмосферы и достигшей космоса.
Созданная ракета стала основным вкладом Великобритании в исследовательскую программу Международного геофизического года, проводившуюся в 1957-58 годах. В 1970-х годах с помощью Skylark были получены одни из первых снимков космоса в ультрафиолетовом спектре.
Британское правительство осуществляло финансирование программы до 1977 года, затем запуски производились на коммерческой основе. Производство двигателей для Skylark было остановлено в 1994 году, однако оставшийся запас разгонных блоков позволил запускать хотя бы одну ракету в год до 2005 года. Последний запуск состоялся 2 мая 2005 года с полигона Эсрейндж в Швеции в рамках миссии Maser 10 Европейского космического агентства.
В течение 48 лет был осуществлён 441 запуск Skylark. За это время было разработано 12 модификаций. Последняя версия Skylark могла достигать высоты 550 км и нести около 200 кг полезной нагрузки.